# 작장항
작장항은 경상남도 남해군 서면 작장리, 작장마을 인근에 있는 어항이다. 2002년 8월 6일 어촌정주어항으로 지정하여 관리하고 있다. 시설관리자는 남해군수이다.

## 어항 연혁
- 1938년 자연부락 단위로 분동되면서 작장(勺長)이라 불리게 되었다.

## 어항 시설
- 선착장 L=122m, B=5.0m, 물량장 L=67m, B=17m

## 주요 어종
- 게, 노래미, 도다리, 장어, 메기, 해삼 등